# 徐荣春
徐荣春（1952年—），江苏盐城人，汉族，中华人民共和国政治人物、第十二届全国人民代表大会江苏地区代表。
毕业于扬州大学农业经济管理专业，加入中国共产党。2013年，被选为全国人大代表。